# Utetes aciurae
Utetes aciurae är en stekelart som först beskrevs av Fischer 1964.  Utetes aciurae ingår i släktet Utetes och familjen bracksteklar. Inga underarter finns listade i Catalogue of Life.